# بوليمرة
في التقانة الحيوية تعد البوليمرات فئة من الحويصلات الاصطناعية وهي كرات مجوفة صغيرة تحتوي على محلول مصنوعة باستخدام كتلة بوليمرات مشتركة اصطناعية مزدوجة الألفة لتشكيل غشاء الحويصلة، ولها أنصاف أقطار تتراوح من 50 نانومتر إلى 5 مايكرومتر أو أكثر. تحتوي معظم البوليمرات التي أُبلِغ عنها على محلول مائي في جوهرها وهي مفيدة لتغليف وحماية الجزيئات الحساسة مثل الأدوية والإنزيمات والبروتينات والببتيدات الأخرى وشظايا الحمض النووي الريبي، يوفر الغشاء البوليمري حاجزًا ماديًا يعزل المواد المغلفة عن المواد الخارجية مثل تلك الموجودة في الأنظمة البيولوجية.
تُعد السينثوسومات بوليمرات صُممت لتحتوي على قنوات (بروتينات عبر الغشاء) تسمح لبعض المواد الكيميائية بالمرور عبر الغشاء داخل أو خارج الحويصلة بما يسمح بالتجميع أو التعديل الإنزيمي لهذه المواد.
مصطلح «البوليمرة» للحويصلات المصنوعة من كتلة البوليمرات المشتركة تمت صياغته في عام 1999. حيث تشبه البوليمرات الجسيمات الشحمية، وهي حويصلات تتكون من دهون طبيعية. على الرغم من وجود العديد من خصائص الجسيمات الشحمية الطبيعية، فإن البوليمرات تظهر ثباتًا متزايدًا ونفاذية منخفضة. علاوة على ذلك فإن استخدام البوليمرات الاصطناعية يمكّن المصممين من معالجة خصائص الغشاء وبالتالي التحكم في النفاذية ومعدلات الإطلاق والاستقرار والخصائص الأخرى للبوليمرات.

## التجهيز
تم استخدام عدة أشكال مختلفة من كتلة البوليمر المشترك المستخدمة في إنشاء البوليمر، حيث الأكثر استخدامًا هي البوليمرات المشتركة الخطية ثنائية أو ثلاثية الكتلية. في هذه الحالات تحتوي كتلة البوليمر المشترك على كتلة واحدة كارهة للماء والكتلة أو الكتل الأخرى محبة للماء. تشمل الأشكال الأخرى المستخدمة بوليمرات المشط، حيث تكون كتلة العمود الفقري محبة للماء وتكون فروع المشط كارهة للماء، والبوليمرات المشتركة الكتلية المتشعبة، حيث يكون الجزء المتشبع محبة للماء.
في حالة البوليمرات المشتركة ثنائية الكتلية والمشط والمتشبعة يكون للغشاء البوليمري نفس شكل الطبقة الثنائية للجسيم الشحمي مع الكتل الكارهة للماء للطبقتين التي تواجه بعضها البعض في الجزء الداخلي من الغشاء. في حالة البوليمرات المشتركة ثلاثية الكتلية، يكون الغشاء أحادي الطبقة يحاكي طبقة ثنائية حيث تملأ الكتلة المركزية دور الكتلتين الكارهة للماء من الطبقة الثنائية.
بشكل عام يمكن تحضيرها بالطرق المستخدمة في تحضير الجسيمات الشحمية. معالجة الجفاف أو طريقة الحقن المباشر أو طريقة الذوبان.

## الاستخدامات
تم استخدام البوليمرات لإنشاء أنظمة توصيل الدواء ذات الإطلاق الخاضع للرقابة. على غرار طلاء الجسيمات الشحمية بالبولي إيثيلين جلايكول، يمكن جعل البوليمرات غير مرئية لجهاز المناعة إذا كانت الكتلة المحبة للماء تتكون من البولي إيثيلين جلايكول. وبالتالي فإن البوليمرات هي ناقلات مفيدة للأدوية المستهدفة.
بالنسبة للتطبيقات في الجسم الحي، تقتصر البوليمرات في الواقع على استخدام البوليمرات المعتمدة من قِبل إدارة الأغذية والعقاقير (FDA) حيث من غير المحتمل أن تقوم معظم شركات الأدوية بتطوير بوليمرات جديدة بسبب مشكلات التكلفة. لحسن الحظ هناك عدد من هذه البوليمرات المتاحة ذات الخصائص المختلفة بما في ذلك:
الكتل المحبة للماء
- بوليديميثيل سيلوكسان (PDMS)[7]
- بولي (كابرولاكتون (PCL)[8][10]
- بولي (لاكتيد) (جيش التحرير الشعبى الصينى)
- بولي (ميثيل ميثاكريلات) (PMMA)[11]

إذا تم ربط كمية كافية من جزيئات البوليمر المشترك التي تشكل البوليمر، فيمكن تحويل البوليمر إلى مسحوق قابل للنقل.
يمكن استخدام البوليمرات لتكوين خلية اصطناعية إذا تمت إضافة الهيموجلوبين ومكونات أخرى. أول خلية اصطناعية صنعها توماس تشانغ.